# 1234 Shille Hodi
1234 Shille Hodi è un brano musicale del film di Sandalwood Anjani Putra, cantato da Puneeth Rajkumar, con musiche di Ravi Basrur e testi di V. Nagendra Prasad, pubblicato il 24 novembre 2017.

## Video musicale
Nel videoclip è protagonista Haripriya mentre fa un cameo speciale.